# Sus scrofa vittatus
Il cinghiale vittato o cinghiale malese (Sus scrofa vittatus Boie, 1828) è una sottospecie del cinghiale europeo (Sus scrofa).
Recentemente, nell'ambito della revisione tassonomica della specie Sus scrofa, alcuni studiosi hanno messo in dubbio la sua presunta stretta parentela col cinghiale, al punto di considerarne più corretta la classificazione come specie a sé stante nell'ambito del genere Sus (Sus vittatus).
Da questa specie discenderebbero numerose razze suine

## Distribuzione
La specie è diffusa nella penisola malese, oltre che in numerose isole indonesiane: di queste, essa pare nativa di Sumatra, Giava e Bali, mentre su altre isole minori appare verosimile la sua introduzione da parte dell'uomo in tempi storici.
Il suo habitat è rappresentato dalla foresta matura, con presenza di spiazzi erbosi ed aree cespugliose.

## Descrizione

### Dimensioni
Misura fino a 80 cm di lunghezza, per un peso raramente superiore al mezzo quintale.

### Aspetto
Il corpo è squadrato, con testa lunga e stretta, dal profilo della parte superiore del muso rettilineo, piuttosto che gibboso come nel cinghiale propriamente detto. Anche la fronte è meno prominente rispetto al parente eurasiatico. Le zampe sono corte e sottili, gli occhi grandi e le zanne molto piccole anche nei maschi. I tratti generali della specie ricordano alcune popolazioni di maiale rinselvatichitesi da lunga data (come i razorback nordamericani), pertanto si ritiene che il cinghiale vittato sia in realtà una popolazione di cinghiale sulla via dell'addomesticamento, ma nuovamente tornata allo stato selvatico.
Il pelo è folto sul corpo e rado su zampe, coda e testa. Il corpo e la fronte sono di colore bruno-rossiccio, mentre la coda, le guance, il collo le spalle sono ricoperti di peli grigio-biancastri, a volte brizzolati di nero: sulla nuca e sulle spalle le setole sono più lunghe e vanno a formare una sorta di criniera. L'area del muso, le labbra e l'area attorno agli occhi, così come i garretti e la coda (tranne la sua parte distale, ricoperta da un ciuffo di peli neri) sono quasi glabre e di colore nerastro.

## Biologia
Si tratta di animali prevalentemente notturni, che non esitano tuttavia a lasciare il proprio rifugio (costituito da frasche ammassate nel fitto dei cespugli) anche durante il giorno, perlomeno in aree non antropizzate. Le femmine si muovono in gruppetti di una decina d'individui, mentre i maschi adulti sono prevalentemente solitari e si riuniscono alle femmine solo durante il periodo degli amori: i giovani maschi tendono a formare anch'essi gruppetti monosessuali.

### Alimentazione
Si tratta di animali onnivori: pur tendendo a nutrirsi perlopiù di materiale di origine vegetale (frutta, radici, tuberi, bacche, fiori), non disdegnano di integrare la propria dieta con proteine animali, spigolando perlopiù dalle carcasse di animali morti, ma a volte cacciando attivamente piccoli animali, come anfibi, rettili, piccoli uccelli e le loro uova e piccoli mammiferi.

### Riproduzione
Poco si sa sulle modalità riproduttive di questi animali, in quanto la loro classificazione come sottospecie di cinghiale ha fatto scemare l'interesse verso studi specifici sulla popolazione locale in favore di studi su larga scala per determinare il comportamento della specie nel suo insieme. Si ritiene tuttavia che il suo comportamento in ambito riproduttivo non differisca poi di molto da quello del cinghiale eurasiatico, seppure con tempi più brevi, viste le minori dimensioni del cinghiale vittato.